# Liste armenischer Komponisten klassischer Musik
Diese Liste enthält bekannte armenische Komponisten der klassischen Musik.

## A
- Artur Awanessow (* 1980)
- Aleksandr Adschemjan (1925–1987)
- Vartan Adschemian (* 1956)
- Sergej Aghadschanjan (1929–2005)
- Artemi Ajwasjan (1902–1975)
- Diran Alexanian (1881–1954)
- Robert Amirchanjan (* 1939)
- Isabella Arasowa (* 1936)
- Emin Aristakesjan (1936–1996)
- Alexander Arutjunjan (1920–2012)
- Lewon Astwazatrjan (1922–2002)

## B
- Arno Babadschanjan (1921–1983)
- Wahram Babajan (* 1948)
- Sergei Balassanjan (1902–1982)
- Sargis Barchudarjan (1887–1973)
- Samwel Barsegjan (* 1988)

## C
- Aram Chatschaturjan (1903–1978)
- Emin Chatschaturjan (1930–2000)
- Karen Surenowitsch Chatschaturjan (1920–2011)
- Adam Chudojan (1921–2000)
- Dikran Chouhajian (1837–1898)

## D
- Romen Davtjan (1937–2020)
- Harutjun Dellaljan (1937–1990)

## G
- Arman Guschtschjan (* 1981)
- Sarkis Gasarjan (* 1956)
- Hrant Grigorjan (1919–1962)

## H
- Grigor Hachinjan (1926–1991)
- Eduard Hajrapetjan (* 1949)
- David Haladjian (* 1962)
- Aram Hovahnnisjan (* 1984)
- Edgar Howhannisjan (1930–1998)
- Gagik Howunz (1930–2019)

## I
- Martun Israjeljan (* 1938)

## J
- Grigor Jeghiasarjan (1908–1988)
- Makar Jekmaljan (1856–1905)
- Jerwand Jerkanjan (* 1951)

## K
- Xristofor Kara-Murza (1853–1902)
- Narine Khachatryan (* 1979)
- Michail Kokschajew (* 1946)

## M
- Tigran Mansurjan (* 1939)
- Romanos Melikjan (1883–1935)
- Edward Mirsojan (1921–2012)

## P
- Boris Parsadanjan (1925–1997)

## S
- Ruben Sargsjan (1945–2013)
- Ghasaros Sarjan (1920–1998)
- Aram Satjan (* 1947)
- Aschot Sohrabjan (1945–2023)
- Aleksandr Spendiarjan (1871–1928)
- Haro Stepanjan (1897–1966)

## T
- Tigran Tahmisjan (* 1961)
- Mikael Tariwerdijew (1931–1996)
- Juri Ter-Ossipow (1933–1986)
- John Ter-Tadewosjan (1926–1988)
- Awet Terterjan (1929–1994)
- Armen Tigranjan (1879–1950)
- Loris Tjeknavorian (* 1937)
- Lewon Tschauschjan (1946–2022)
- Gajane Tschebotarjan (1918–1998)
- Lewon Tschilingirjan (19. Jahrhundert)
- Geghuni Tschittschjan (* 1929)
- Tigran Tschuchatschjan (1837–1898)

## W
- Komitas Wardapet (1869–1935)
- Martin Wartasarjan (* 1938)
- Arsas Woskanjan (* 1947)